# Fecunditas
Na mitologia romana, Fecunditas (latim para "fecundidade, fertilidade") foi a deusa da fertilidade. Ela era retratada como uma matrona, às vezes segurando uma cornucópia ou uma hasta pura, com crianças em seus braços ou de pé ao lado dela.
Nero dedicou um templo em Roma a Fecunditas, por ocasião do nascimento de sua filha em 63 d.C.

## Culto de Fecunditas
As mulheres recorreriam a Fecunditas com pedidos para lhes enviar filhos. Durante o ritual, as mulheres batiam-se nos corpos nus com cintos de pele de cabra. Sacrifícios a Fecunditas foram trazidos por lupercos, sacerdotes da deusa, bem como sacerdotes dos irmãos arvais.
Em 63 d.C., por decisão do Senado de Roma, um templo foi dedicado a Fecunditas por ocasião do nascimento da filha do imperador Nero e de sua esposa Popéia Sabina. No entanto, parece que Juno, numa das suas formas, era adorada sob este nome pelos romanos como a protetora das mães que davam à luz.

## Fecunditas em moedas

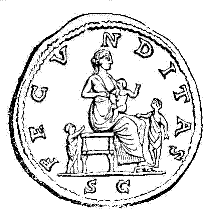
Fecunditas no sestércio de Lucila

Nos versos das moedas romanas Fecunditas é representada em pé ou sentada com crianças e com uma cornucópia; às vezes também com um longo cetro, um galho, um caduceu (bastão de Mercúrio) e até um leme de navio. No áureo de Júlia Domna, ela é retratada com um cacho de uvas e um globo cercado por crianças.
Na propaganda do império, simbolizava a continuidade da família imperial e a proteção estendida aos descendentes da imperatriz. Assim, a sua imagem era geralmente colocada em moedas emitidas em nome das imperatrizes. Aparece na época dos Antoninos, em moedas cunhadas para Faustina, a Velha e seus sucessores nos séculos II e III - até Salonina. Também ocorre frequentemente com a lenda de Fecunditas Augustae (menos frequentemente Fecunditas Temporum).
Fecunditas é encontrada em moedas em cujo anverso estão representadas as esposas ou outros parentes do imperador:
- Faustina, a Velha, esposa de Antonino Pio (138–161);[9]
- Faustina, a Jovem, esposa de Marco Aurélio (161–180);[10]
- Bruta Crispina, esposa de Cômodo (177–192);[11]
- Júlia Domna, esposa de Sétimo Severo (193–211);[12]
- Júlia Domna, mãe de Caracala (198–217);[13]
- Júlia Mesa, avó de Heliogábalo (218–222);[14]
- Júlia Mameia, mãe de Alexandre Severo (222–235);[15]
- Herênia Etruscila, esposa de Trajano (249–251);[16]
- Cornélia Salonina, esposa de Galieno (253–268).[17]

Fecunditas aparecia nas moedas por ocasião do nascimento de um filho do casal governante. Além disso, foi feita uma indicação correspondente na legenda : "FECVNDITAS AVG[VSTAE]" (fertilidade da imperatriz). A inscrição "FECVNDITAS TEMPORVM" é menos comum.

## Leitural adicional
- Helmut Kahnt: Das grosse Münzlexikon von A bis Z. Regenstauf: H. Gietl Vlg., 2005
- B. Ralph Kankelfitz: Römische Münzen von Pompejus bis Romulus. Augsburg: Battenberg, 1996
- Jean Babelon: La numismatique antique. Paris: Presses Universitaires de France, 1970